# Nicolae Cristea (notar)
Nicolae Cristea (n. 1882, Ocna Sibiului – d. secolul al XX-lea) a fost un deputat în Marea Adunare Națională de la Alba Iulia, organismul legislativ reprezentativ al „tuturor românilor din Transilvania, Banat și Țara Ungurească”, cel care a adoptat hotărârea privind Unirea Transilvaniei cu România, la 1 decembrie 1918.:p. 77

## Biografie
Nicolae Cristea a fost între anii 1908-1918 avocat în Ocna Sibiului, în 1919 consilier la Președinția Consiliului Dirigent, iar din 1920 notar public în Sibiu. După înființarea în anul 1941, la Sibiu, a Camerei notarilor publici, a fost președintele acesteia.:p. 93

## Activitatea politică

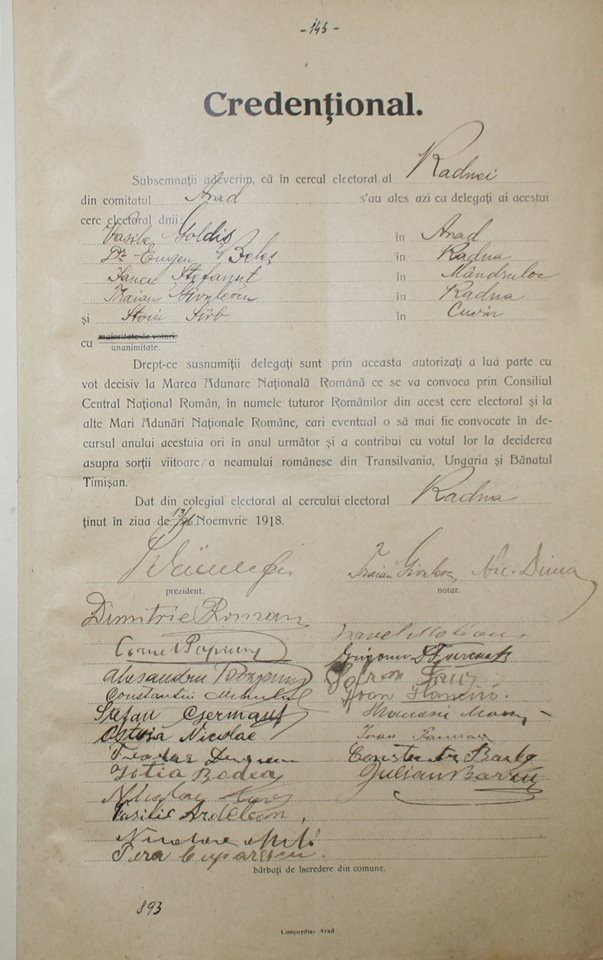
Credențional

A fost ales delegat al Cercului Ocna Sibiului din județul Alba de Jos la Marea Adunare Națională de la Alba-Iulia, unde a votat unirea Ardealului cu România, la 1 decembrie 1918.:p. 93